# Timo Mustakallio
Timo Mustakallio (* 14. Oktober 1929 in Viiala; † 20. November 1984 in Espoo) war ein finnischer Opernsänger und Festspielleiter.

## Leben
Mustakallios Eltern waren der Opernsänger Jooseppi „Joppe“ Mustakallio und dessen Frau Saimi, geb. Aaltonen, eine Tochter des finnischen Unternehmers und Mäzens Emil Aaltonen. Nach dem Abitur studierte Timo Mustakallio zunächst Jura an der Universität Helsinki und parallel dazu Gesang. Im Oktober 1961 debütierte Mustakallio als Tenor an der Finnischen Nationaloper. Dort wurde er jedoch schon nach einem Jahr wieder entlassen. Anschließend studierte er bei Luigi Ricci in Rom, 1965 engagierte ihn die Deutsche Oper am Rhein, das gemeinsame Opernhaus von Düsseldorf und Duisburg. Als Opernsänger nannte sich Timo Mustakallio nun Timo Callio.
In der darauffolgenden Spielzeit ging Mustakallio an die Württembergischen Staatstheater nach Stuttgart. Hier gelang ihm der Durchbruch als Opernsänger. 1968 engagierte ihn die New York City Opera für ein Gastspiel, 1969 folgten die Oper in Paris und das La Monnaie Theater in Brüssel, wo Mustakallio zum ersten Mal in Richard Wagners Oper Lohengrin auftrat. Gastspiele führten ihn daneben nach Italien und in seine Heimat Finnland. 1970 und 1971 gastierte er wieder in Paris, an der Mailänder Scala, an der Bayerischen Staatsoper in München und in Modena.
Im Herbst 1974 beendete Mustakallio unerwartet seine Karriere als Opernsänger, eventuell aus gesundheitlichen Gründen. Er arbeitete anschließend für die Savonlinna-Opernfestspiele, deren Intendant er 1981 wurde.
Mustakallio errichtete daneben ein Feriendorf in Snappertuna, das er an Touristen vermieten wollte und gründete ein Jagd-Reiseunternehmen.
Timo Mustakallio starb an den Folgen eines Gehirntumors. Er war seit 1956 mit Marita, geb. Lyly, verheiratet. Das Paar hatte drei Kinder.
1985 wurde die Timo Mustakallio-Stiftung ins Leben gerufen, die junge Sängerinnen und Sänger unterstützen sollte.